# アレクサンダー・ニューベル
アレクサンダー・ニューベル (Alexander Nübel, 1996年9月30日 - ) は、ドイツ・パーダーボルン出身のサッカー選手。ブンデスリーガ・VfBシュトゥットガルト所属。ポジションはゴールキーパー。ドイツ代表。

## 経歴

### クラブ
2015年8月27日、FCシャルケ04に移籍した。加入当初はラルフ・フェールマンの壁を崩すことが出来ず、控えに留まるも、2018-19シーズン終盤からレギュラーに定着。
2020年1月3日、FCバイエルン・ミュンヘンに2020-21シーズンより加入することが発表された。バイエルンでは、絶対的守護神マヌエル・ノイアーの牙城を崩すことが出来ず、リーグ戦の出場はわずか1試合に留まった。
2021年6月27日、ASモナコに2年間ローン移籍することが発表され、次のシーズンにバイエルンに帰還することのできるオプション付きとなっている。
2023年7月25日、VfBシュトゥットガルトへ期限付き移籍することが発表された。

### 代表
2024年5月16日、UEFA EURO 2024に臨む27人の候補メンバーに選出された。しかし本大会のメンバーからは外れ、無念の落選となった。
2024年10月11日、UEFAネーションズリーグ第3節ボスニア・ヘルツェゴビナ戦で代表デビューを果たした。

## 個人成績
2021年5月23日現在
| クラブ     | シーズン | リーグ         | リーグ | リーグ | カップ | カップ | UEFA | UEFA | Total | Total |
| クラブ     | シーズン | リーグ         | 出場   | 得点   | 出場   | 得点   | 出場 | 得点 | 出場  | 得点  |
| ---------- | -------- | -------------- | ------ | ------ | ------ | ------ | ---- | ---- | ----- | ----- |
| シャルケ04 | 2015–16  | ブンデスリーガ | 1      | 0      | 0      | 0      | 0    | 0    | 1     | 0     |
| シャルケ04 | 2016–17  | ブンデスリーガ | 0      | 0      | 0      | 0      | 0    | 0    | 0     | 0     |
| シャルケ04 | 2017–18  | ブンデスリーガ | 1      | 0      | 0      | 0      | —    | —    | 1     | 0     |
| シャルケ04 | 2018–19  | ブンデスリーガ | 18     | 0      | 2      | 0      | 2    | 0    | 22    | 0     |
| シャルケ04 | 2019–20  | ブンデスリーガ | 26     | 0      | 3      | 0      | —    | —    | 29    | 0     |
| シャルケ04 | 通算     | 通算           | 46     | 0      | 5      | 0      | 2    | 0    | 53    | 0     |
| バイエルン | 2020–21  | ブンデスリーガ | 1      | 0      | 1      | 0      | 2    | 0    | 2     | 0     |
| バイエルン | 通算     | 通算           | 1      | 0      | 1      | 0      | 2    | 0    | 2     | 0     |
| 総通算     | 総通算   | 総通算         | 47     | 0      | 6      | 0      | 4    | 0    | 55    | 0     |

1. ↑  UEFAチャンピオンズリーグ出場

## タイトル

### クラブ
バイエルン・ミュンヘン
- UEFAスーパーカップ：1回 (2020)
- ブンデスリーガ：1回 (2020-2021)